# Erica selaginifolia
Erica selaginifolia är en ljungväxtart som beskrevs av Richard Anthony Salisbury. Erica selaginifolia ingår i släktet klockljungssläktet, och familjen ljungväxter. Inga underarter finns listade i Catalogue of Life.